# El hombre de la mano de acero contra el dragón rojo
El hombre de la mano de acero contra el dragón rojo (en chino: Xue bao) es una película de acción de 1972 dirigida por Lung Chien. La película fue estrenada el 1972 en los cines de Hong Kong.

## Sinopsis
Un acróbata se convierte en maestro de artes marciales gracias a las enseñanzas de un ermitaño, así derrota al chefe que había amenazado a la su enamorada.

## Reparto
- Yee Yuen
- Kong Ban
- Wang Tai Lang
- Chan Hung Lit
- Cheung Ching Ching
- Ma Kei
- Got Siu Bo
- O Yau Man
- Hon Kong